# DJ Khalil
Khalil Abdul-Rahman mais conhecido como DJ Khalil (Los Angeles, 16 de outubro de 1973), é um produtor musical dos Estados Unidos. Já trabalhou com Cypress Hill, Eminem, 50 Cent, entre outros.